# On m'appelle King
Pour plus de détails, voir Fiche technique et Distribution.
On m'appelle King (Lo chiamavano King...) est un western spaghetti italien réalisé par Renato Savino et sorti en 1971.
En tant que réalisateur, on suppose souvent que derrière le pseudonyme « Don Reynolds » présenté au générique se cache Giancarlo Romitelli. Le scénariste Savino en a cependant revendiqué la paternité.

## Synopsis
John Marley, surnommé « King », est un chasseur de primes réputé. Une mission pour l'inspecteur Gordon et le major Harrington le conduit à la frontière mexicaine, où il doit mettre fin au trafic d'armes qui y bat son plein. Les responsables sont les frères Benson, qui ont également tué le frère de King et violé sa femme ; ils mènent un commerce lucratif en vendant des fusils volés. King part à la recherche des bandits ; il confie sa femme à son meilleur ami, le shérif Foster. Après avoir réussi à éliminer les frères et leurs hommes, il découvre que Foster est l'homme de main du gang. Lors d'un duel final, il parvient à l'abattre.

## Fiche technique
- Titre italien : Lo chiamavano King...[2]
- Titre français : On m'appelle King[3]
- Réalisateur : Renato Savino (sous le nom « Don Reynolds »)
- Scénario : Renato Savino
- Photographie : Guglielmo Mancori
- Montage : Roberto Colangeli
- Musique : Luis Bacalov
- Production : Luigi Nannerini
- Société de production : Foro Film
- Pays de production :  Italie
- Langue originale : italien
- Format : Couleurs par Eastmancolor - 1,85:1 - Son mono - 35 mm
- Durée : 90 minutes
- Genre : Western spaghetti
- Dates de sortie :
  - Italie : 18 mai 1971
  - France : 26 juillet 1972[3]

## Distribution
- Richard Harrison (VF : Jean Lagache) : John Marley, dit « King »
- Klaus Kinski (VF : Edmond Bernard) : Bryan Foster
- Anne Puskin : Carol
- Johnny Silver : Ben Benson
- Lorenzo Fineschi : l'un des frères Benson
- Lucio Zarini : l'un des frères Benson
- Tom Felleghy : Major Ericson
- Giuseppe Monteverdi :
- John Bartha : le shérif Roberts
- Federico Boido : Sam Benson
- Paolo Magalotti : sergent
- Ada Pometti : femme mexicaine
- Giorgio Dolfin :
- Luciano Pigozzi : Collins
- Marco Zuanelli : Mestas
- Vassili Karis : l'homme de main de Benson

## Reprise de la chanson
La chanson du film His Name was King est interprétée par Ann Collin. Une version instrumentale avec la participation d'Edda Dell'Orso, que l'on peut également entendre dans le film, a été utilisée comme chanson titre dans le jeu vidéo western Red Dead Revolver. La chanson est également utilisée dans la version d'Ann Collin dans le film Django Unchained (2012) de Quentin Tarantino, dans lequel elle sert de thème musical pour le personnage du « Dr King Schultz » incarné par Christoph Waltz.